# NEOS-Parlamentsklub
Der NEOS-Parlamentsklub ist der Klub der Partei NEOS – Das Neue Österreich und Liberales Forum im österreichischen Nationalrat.

## Geschichte
Matthias Strolz wurde im Oktober 2013 einstimmig zum ersten Obmann des damals neu gegründeten NEOS-Parlamentsklubs gewählt. Im September 2018 übernahm Beate Meinl-Reisinger den Klubvorsitz. Meinl-Reisinger wurde am 23. Oktober 2019 einstimmig als Klubobfrau wiedergewählt.
Zu Beginn der XXVIII. Gesetzgebungsperiode blieb Beate Meinl-Reisinger Klubobfrau, deren Stellvertreter wurden Nikolaus Scherak, Stephanie Krisper und Martina Künsberg Sarre. Nach der Bildung der Bundesregierung Stocker im März 2025 wurde Yannick Shetty NEOS-Klubobmann. Als Nachfolger von Armin Hübner wurde Robert Luschnik zum Klubdirektor gewählt.

## Büros
Der NEOS-Parlamentsklub war bis 2017 in einem Ausweichquartier der Hofburg untergebracht. Danach übernahm der NEOS-Klub ein Stockwerk in der Löwelstraße 12, das bis dahin vom Grünen Parlamentsklub genutzt wurde.

## Bereichssprecher
Die Bereichssprecher des NEOS-Parlamentsklubs in der XXVII. Gesetzgebungsperiode sind mit Stand 11. November 2019:
| Bereich                            | Bereichssprecher              |
| ---------------------------------- | ----------------------------- |
| Arbeit und Soziales                | Gerald Loacker                |
| Asyl                               | Stephanie Krisper             |
| Außenpolitik                       | Helmut Brandstätter           |
| Auslandsösterreicher               | Henrike Brandstötter          |
| Bauten & Wohnen                    | Felix Eypeltauer              |
| Bildung                            | Martina Künsberg Sarre        |
| Budget                             | Karin Doppelbauer             |
| Datenschutz                        | Nikolaus Scherak              |
| Demokratie                         | Nikolaus Scherak              |
| Digitalisierung                    | Douglas Hoyos-Trauttmansdorff |
| Energie                            |                               |
| Entwicklungszusammenarbeit         | Henrike Brandstötter          |
| Europa                             | Claudia Gamon                 |
| Familie                            | Michael Bernhard              |
| Finanzen                           | Karin Doppelbauer             |
| Forschung, Innovation, Technologie | Helmut Brandstätter           |
| Frauen                             | Henrike Brandstötter          |
| Geschäftsordnung                   | Nikolaus Scherak              |
| Gesundheit                         | Gerald Loacker                |
| Gleichbehandlung                   | Henrike Brandstötter          |
| Immunität                          | Nikolaus Scherak              |
| Innere Angelegenheiten             | Stephanie Krisper             |
| Integration                        | Yannick Shetty                |
| Jugend                             | Yannick Shetty                |
| Justiz                             | Johannes Margreiter           |
| Konsumentenschutz                  | Felix Eypeltauer              |
| Kultur                             |                               |
| Land- und Forstwirtschaft          | Karin Doppelbauer             |
| Landesverteidigung                 | Douglas Hoyos-Trauttmansdorff |
| LGBTI                              | Yannick Shetty                |
| Medien                             | Henrike Brandstötter          |
| Menschenrechte                     | Nikolaus Scherak              |
| Menschen mit Behinderungen         | Fiona Fiedler                 |
| Migration                          | Stephanie Krisper             |
| Netzpolitik                        | Douglas Hoyos-Trauttmansdorff |
| Petitionen und Bürgerinitiativen   | Michael Bernhard              |
| Rechnungshof                       | Douglas Hoyos-Trauttmansdorff |
| Senioren                           | Johannes Margreiter           |
| Sport                              | Yannick Shetty                |
| Startups                           | Henrike Brandstötter          |
| Tierschutz                         | Fiona Fiedler                 |
| Tourismus                          |                               |
| Umwelt und Klimaschutz             | Michael Bernhard              |
| Unvereinbarkeit                    | Felix Eypeltauer              |
| Verfassung                         | Nikolaus Scherak              |
| Verkehr                            | Johannes Margreiter           |
| Volksanwaltschaft                  | Stephanie Krisper             |
| Volksgruppen                       | Michael Bernhard              |
| Wirtschaft und Industrie           | Gerald Loacker                |
| Wissenschaft                       | Martina Künsberg Sarre        |